# Dumra
Dumra è una città dell'India di 14.538 abitanti, situata nel distretto di Sitamarhi, nello stato federato del Bihar. In base al numero di abitanti la città rientra nella classe IV (da 10.000 a 19.999 persone).

## Geografia fisica
La città è situata a 26° 34' 0 N e 85° 31' 0 E e ha un'altitudine di 56 m s.l.m..

## Società

### Evoluzione demografica
Al censimento del 2001 la popolazione di Dumra assommava a 14.538 persone, delle quali 8.249 maschi e 6.289 femmine. I bambini di età inferiore o uguale ai sei anni assommavano a 1.603, dei quali 841 maschi e 762 femmine. Infine, coloro che erano in grado di saper almeno leggere e scrivere erano 11.220, dei quali 6.604 maschi e 4.616 femmine.